# Vale Pereiro
Vale Pereiro is een plaats (freguesia) in de Portugese gemeente Alfândega da Fé en telt 92 inwoners (2001).